# Hermann Marggraff
Hermann Marggraff (né le 14 septembre 1809 à Züllichau, mort le 11 février 1864 à Leipzig) est un écrivain, journaliste et critique littéraire prussien.

## Biographie
Hermann Marggraff commence à écrire en 1835, d'abord pour des journaux comme le Berliner Konversationsblatt entre 1836 et 1838. Il s'installe à Leipzing en 1838 puis Munich en 1843. Il publie avec Robert Blum et Karl Herloßsohn (de) le Allgemeine Theaterlexikon oder Enzyklopädie alles Wissenswerthen für Bühnenkünstler, Dilettanten und Theaterfreunde  qui, entre 1839 et 1842, recense les personnalités du théâtre. Il participe à la rédaction du Augsburger Allgemeine (1845–1847), Deutsche Zeitung (1847-1850, d'abord à Heidelberg puis Francfort), Hamburger Korrespondent (1851–1853). Fin 1853, il prend la direction de la rédaction du Blätter für literarische Unterhaltung (de), journal littéraire de Leipzig. Dans l'encyclopédie Allgemeine Encyclopädie der Wissenschaften und Künste de Johann Samuel Ersch et Johann Gottfried Gruber, il rédige en 1861 l'article sur Goethe.
Marggraff est membre de la loge maçonnique Balduin zur Linde (de) à Leipzig. En suivant le maître Karl Christian Kanis Gretschel (de), il traduit en allemand le Manuscrit Regius, manuscrit de la maçonnerie opérative datant du Moyen Âge.
Il est le frère de Rudolf Marggraff.

## Écrits
- Deutschlands jüngste Literatur- und Kulturepoche. (1839)

Tragédies :
- Heinrich IV. (1837)
- Das Täubchen von Amsterdam. (sur Dyveke Sigbritsdatter, 1839)
- Elfride. (1841)

Romans humoristiques :
- Justus und Chrysostomus, Gebrüder Pech. (1840)
- Johannes Mackel. (1841)
- Fritz Beutel. (1855)

Poésie :
- Gedichte. (1857)
- Balladenchronik. (1862)

Autres publications :
- James Orchard Halliwell: Urgeschichte der Freimaurerei in England. Deutsch von Hermann Marggraff. (1842)
- Ernst Schulze (de). Nach seinen Tagebüchern und Briefen. (1855)
- Schiller und Körners Freundschaftsbund.
- Hausschatz der deutschen Humoristik. (1860)